# Nicolas Gilsoul
Nicolas Gilsoul, né le 5 février 1982 à Chênée, est un copilote belge de rallye automobile.

## Victoires

### Victoires en championnat du monde des rallyes
| #  | Saison | Rallye                            | Pays      | Pilote           | Voiture         |
| -- | ------ | --------------------------------- | --------- | ---------------- | --------------- |
| 1  | 2014   | 32e Rallye d'Allemagne            | Allemagne | Thierry Neuville | Hyundai i20 WRC |
| 2  | 2016   | 13e Rallye de Sardaigne           | Italie    | Thierry Neuville | Hyundai i20 WRC |
| 3  | 2017   | 60e Tour de Corse                 | France    | Thierry Neuville | Hyundai i20 WRC |
| 4  | 2017   | 37e Rallye d'Argentine            | Argentine | Thierry Neuville | Hyundai i20 WRC |
| 5  | 2017   | 74e Rallye de Pologne             | Pologne   | Thierry Neuville | Hyundai i20 WRC |
| 6  | 2017   | 26e Rallye d'Australie            | Australie | Thierry Neuville | Hyundai i20 WRC |
| 7  | 2018   | 66e Rallye de Suède               | Suède     | Thierry Neuville | Hyundai i20 WRC |
| 8  | 2018   | 52e Rallye du Portugal            | Portugal  | Thierry Neuville | Hyundai i20 WRC |
| 9  | 2018   | 15e Rallye de Sardaigne           | Italie    | Thierry Neuville | Hyundai i20 WRC |
| 10 | 2019   | 62e Rallye de Corse               | France    | Thierry Neuville | Hyundai i20 WRC |
| 11 | 2019   | 39e Rallye d'Argentine            | Argentine | Thierry Neuville | Hyundai i20 WRC |
| 12 | 2019   | 55e Rallye de Catalogne           | Espagne   | Thierry Neuville | Hyundai i20 WRC |
| 13 | 2020   | 88e Rallye automobile Monte-Carlo | Monaco    | Thierry Neuville | Hyundai i20 WRC |